# DAF zevenstreper

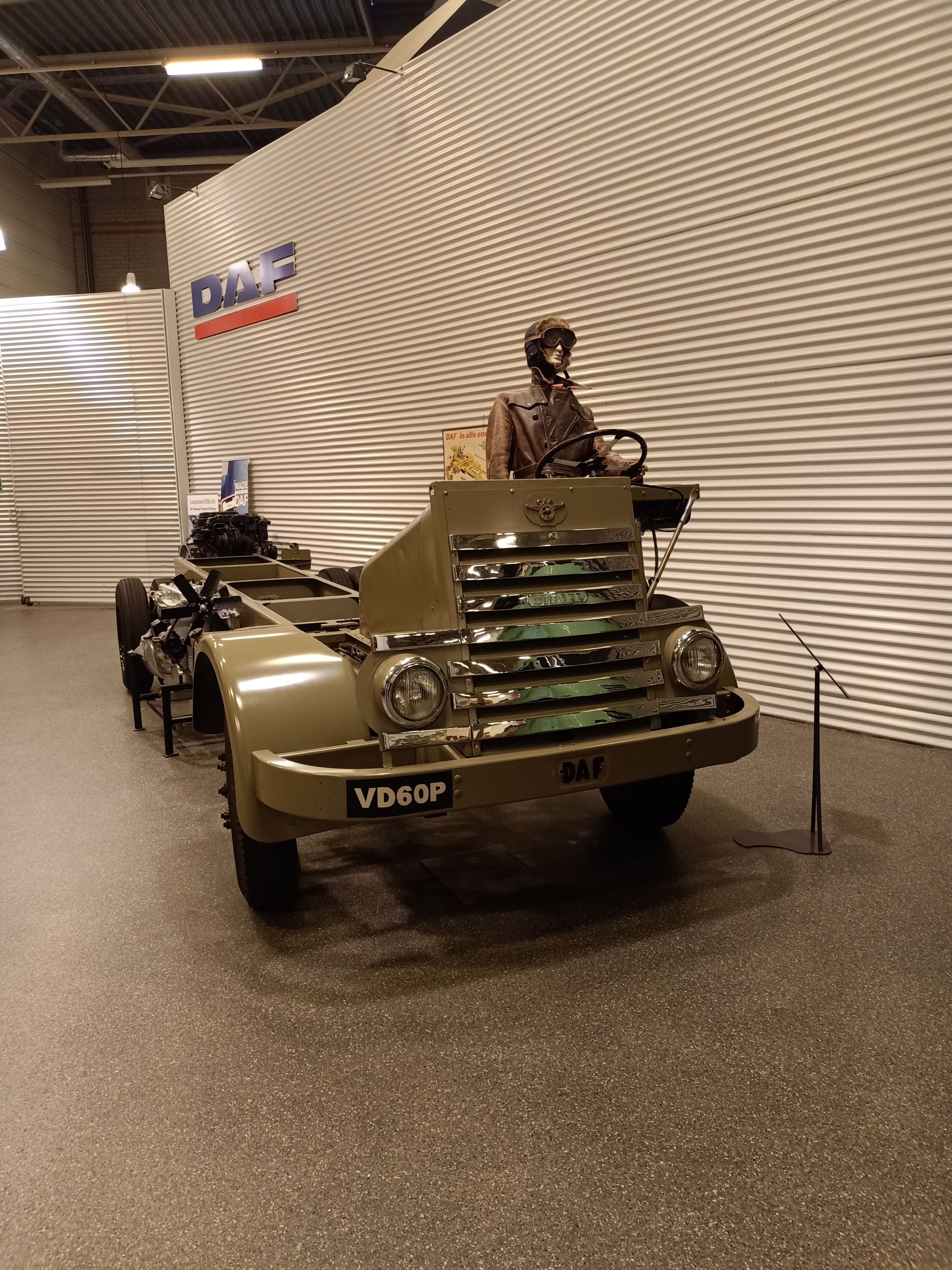
VD60 P: de eerste DAF-vrachtwagen (afgeleverd zonder cabine), bouwjaar 1950 (DAF Museum)

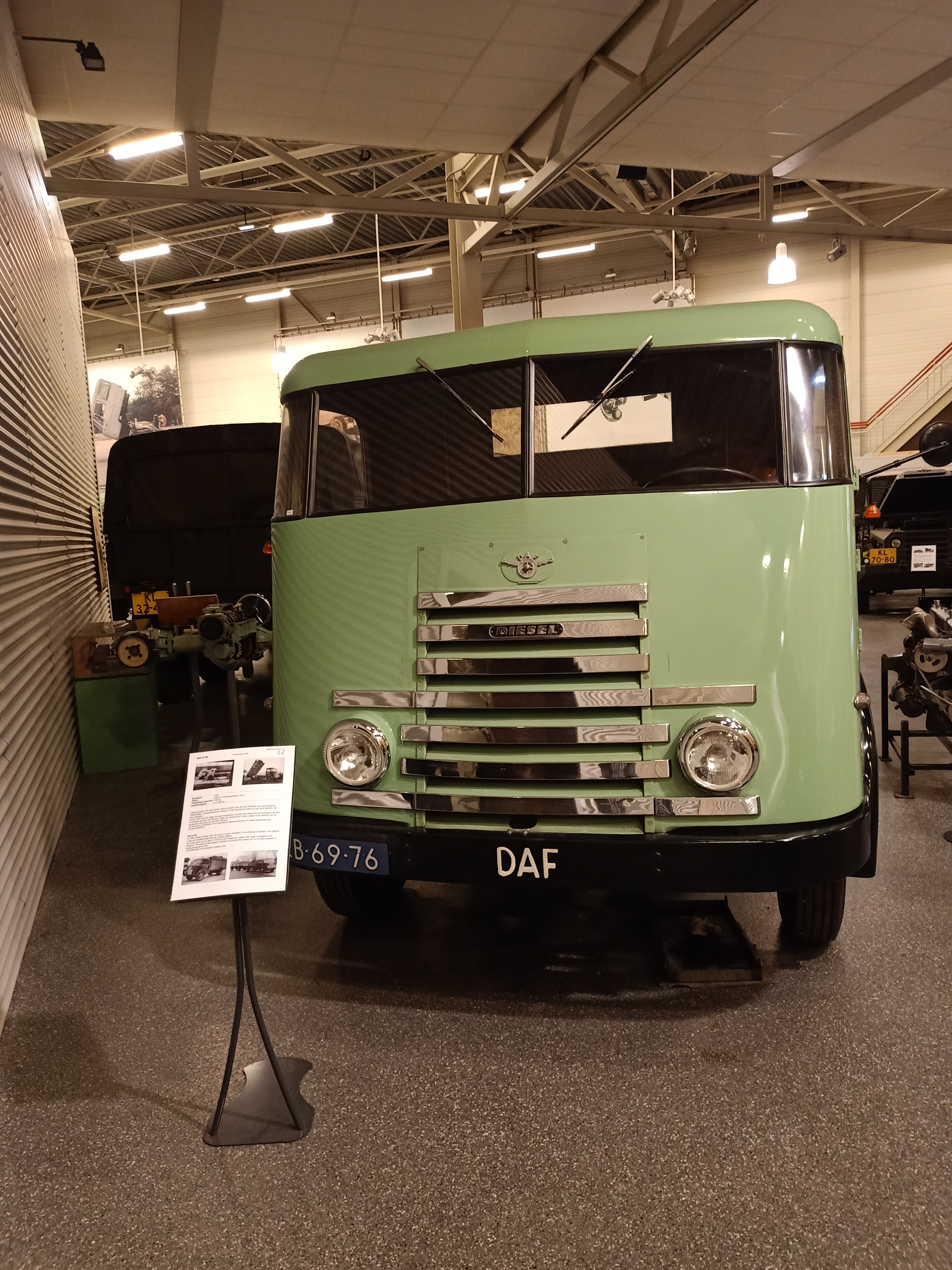
DAF D50 uit 1950

De DAF zevenstreper was een familie van vrachtauto's die vanaf 1949 geproduceerd werd bij de Nederlandse fabrikant DAF. De reeks voertuigen kreeg de benaming 'zevenstrepers' vanwege de grill.
Op dat moment leverde DAF de vrachtwagens nog zonder cabine. In 1955 werd de vrachtwagen bijgewerkt en kreeg hij een grille met zes strepen, die dus 'DAF zesstreper' genoemd wordt.
De voertuigen waren uitgerust met Hercules-benzinemotoren of Perkins-dieselmotoren. De lichtere modellen kregen standaard de benzinemotoren, waarbij de lichtere modellen de 4041cc-zescilindermotor kregen en de zwaardere de 4620cc-motoren. De dieselmotoren waren optioneel.
Er waren verschillende modellen, die afhankelijk van de chassislengte en motorvermogen een letter kregen en afhankelijk van het gewicht een getal, zo was de A50 een vrachtwagen met een wielbasis van 3900mm, een 4041cc 102 pk sterke Hercules-benzinemotor met een laadvermogen tot 5 ton
- A30 - wielbasis 3400mm, 91pk-benzinemotor
- D30 - wielbasis 3400mm, 74pk-dieselmotor
- A40 - wielbasis 3600mm, 91pk-benzinemotor
- D40 - wielbasis 3600mm, 70pk-dieselmotor
- K40 - wielbasis 2650mm, 91pk-benzinemotor
- T40 - wielbasis 2650mm, 70pk-dieselmotor
- A50 - wielbasis 3900mm, 102pk-benzinemotor
- D50 - wielbasis 3900mm, 83pk-dieselmotor
- K50 - wielbasis 2650mm, 102pk-benzinemotor
- T50 - wielbasis 2650mm, 83pk-dieselmotor
- P50 - wielbasis 3200mm, 102pk-benzinemotor
- R50 - wielbasis 3200mm, 83pk-dieselmotor
- V50 - wielbasis 4600mm, 102pk-benzinemotor
- A60 - wielbasis 3900mm, 102pk-benzinemotor
- D60 - wielbasis 3900mm, 99pk-dieselmotor
- P60 - wielbasis 3200mm, 102pk-benzinemotor
- R60 - wielbasis 3200mm, 99pk-dieselmotor
- V60 - wielbasis 4600mm, 102pk-benzinemotor